# Юга (приток Андомы)
Юга — река в Вытегорском районе Вологодской области России, правый приток Андомы.
Берёт начало в Струкозере на высоте 184,5 м (в XX веке истоком считалось Югозеро), впадает в реку Андома в 79 км от её устья. Длина реки составляет 14 км, площадь водосборного бассейна — 138 км². Основные притоки — Южка-Бор, Щучья Южка.

## Данные водного реестра
По данным государственного водного реестра России относится к Балтийскому бассейновому округу, водохозяйственный участок реки — Бассейн Онежского озера без рр. Шуя, Суна, Водла и Вытегра, речной подбассейн реки — Свирь (включая реки бассейна Онежского озера). Относится к речному бассейну реки Нева (включая бассейны рек Онежского и Ладожского озера).
Код объекта в государственном водном реестре — 01040100612102000017260.